# 뻔한 말
뻔한 말 ( Truism )은 진부한 문구라는 의미로 표현 중에 상식적으로 또한 논리적으로 너무나도 자명한 이치를 가진 문장을 의미한다.  철학이나 문학에서 사용되는 표현이 당연한 의미를 반복하여 다르게 표현하는 경우를 뜻하며 주로 격언이나 명언등에 사용되어 왔다.
현대인들에게 보다 친숙하게 다가가기 위해서 기업체들의 브랜드 이미지를 드러내기 위한 대형건물 벽에 붙인 거대 광고 문구에 자주 등장하여, 상업적으로 널리 사용되고 있다.

## 시지프 신화
카뮈는 그의 작품 시지프 신화에서 뻔한 말의 사용에 대하여 설명하면서, '모든 인간은 죽을 운명이다. (man is mortal)이라는 예를 들었다.

## 같이 보기
- 명언
- 공리
- 클리셰
- 모순
- 교조주의
- 교훈